# Justicia biflora
Justicia biflora är en akantusväxtart som beskrevs av Vahl. Justicia biflora ingår i släktet Justicia och familjen akantusväxter. Inga underarter finns listade i Catalogue of Life.